# 譚軒轅
譚軒轅（1989年9月22日—），中国大陆流行男歌手，畢業於长江师范学院音樂教育專業。2015年，譚軒轅参加《中國好聲音》（第四季），最終成為庾澄慶戰隊冠軍，以及獲得全國總決賽季軍。2016年，谭轩辕亮相央視元宵晚会献祝福表演。2021年，譚軒轅参加《2021中国好声音》，最終成為汪峰戰隊四強學員。